# Republic of Fiji Navy
La Republic of Fiji Navy è la marina militare dello Stato oceanico delle Figi, componente navale delle locali forze armate nazionali (Republic of Fiji Military Forces).
La forza navale figiana è una realtà piccola, destinata alla sorveglianza dell'ampia zona economica esclusiva nazionale, al contrasto delle attività illegali e alle operazioni di guardia costiera. La Fiji Navy dispone di un piccolo numero di moderne unità da pattugliamento di moderna concezione, frutto dei programmi di cooperazione marittima con l'Australia.

## Storia

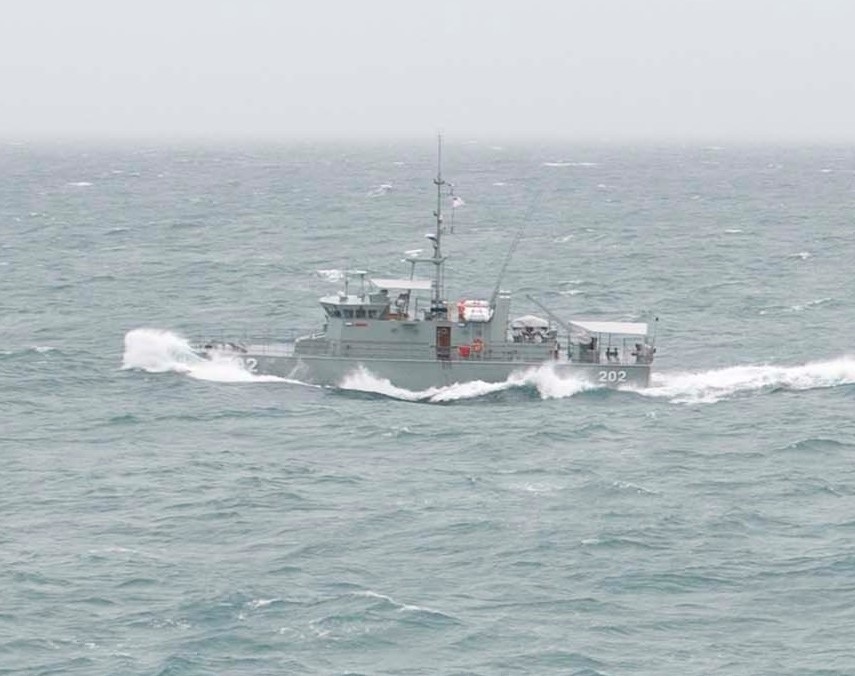
Il pattugliatore figiano RFNS Kikau, della classe Pacific, in navigazione nel 2018

Stato insulare del sud Pacifico, dal 1970 indipendenti dal dominio coloniale del Regno Unito, le Figi istituirono formalmente una propria forza armata navale quattro anni più tardi nel 1974, onde garantire la sorveglianza dei 1129 chilometri di coste e di una zona economica esclusiva nazionale ampia quasi 1,3 milioni di chilometri quadrati. Nonostante la vastità dell'area da controllare la forza, designata inizialmente come Fiji Naval Service, ricevette risorse piuttosto scarse: gli Stati Uniti d'America donarono tra il 1975 e il 1976 tre dragamine della classe Adjutant degli anni 1950 dismessi dalla United States Navy, riadattati a pattugliatori e dotati di un piccolo ponte di volo per operare un elicottero Bell 222; nel cantiere navale nazionale di Suva, invece, furono costruite due navi da trasporto da 500 tonnellate di dislocamento, entrate in servizio nel 1978 come classe Vasua.
Membro fondatore del Forum delle isole del Pacifico, nei primi anni 1980 le Figi aderirono a un programma finanziato dal governo dell'Australia volto a dotare i piccoli Stati insulari dell'Oceania di moderne unità navali per la sorveglianza dei loro vasti spazi marittimi; il governo figiano ordinò quindi la costruzione di quattro moderni pattugliatori della classe Pacific nel 1985, ma la consegna delle unità venne bloccata dopo il colpo di Stato del 1987 che portò alla deposizione del governo eletto da parte dei militari. Per rimpiazzare i vecchi dragamine di origine statunitense, radiati dal servizio tra il 1990 e il 1995, furono quindi acquistate due unità civili per l'assistenza logistica delle piattaforme petrolifere, convertite in pattugliatori e designate come classe Levuka; queste furono poi affiancate, dal 1991, da quattro più efficienti motovedette della classe Dabur dismesse dalla Marina militare israeliana.

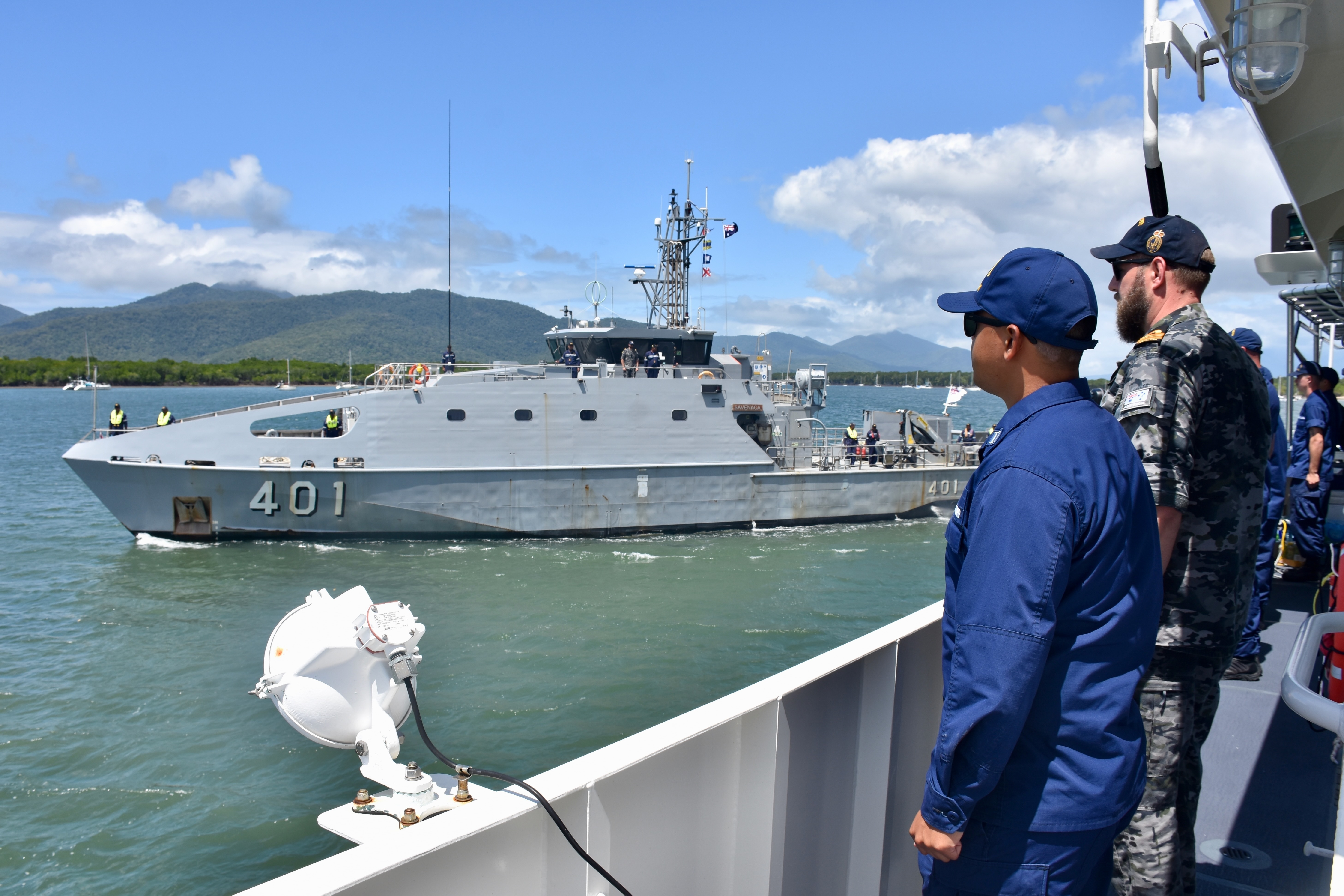
Il pattugliatore RFNS Savenaca, nave più moderna in servizio con la Fiji Navy, sfila a fianco di un'unità della guardia costiera statunitense durante delle manovre congiunte nel 2022

I contatti con l'Australia furono ripresi nel 1992 dopo il ripristino delle autorità democratiche, portando alla ripresa dell'accordo di cooperazione in campo navale: tra il 1994 e il 1995 furono quindi consegnati alla Fiji Navy tre moderni pattugliatori della classe Pacific (classe Kula per i figiani) costruiti in cantieri australiani. I Kula rimasero per diverso tempo le unità di punta della Fiji Navy, venendo interessati da un programma di ammodernamento e rimotorizzazione tra il 2011 e il 2012; dal 2014, sempre nell'ambito dei programmi di assistenza militare australiana alle nazioni dell'Oceania, fu avviato il progetto per affiancare alle unità navi di più moderna concezione. Il governo figiano ordinò quindi due unità della nuova classe Guardian: la prima di esse, la RFNS Savenaca, venne ufficialmente consegnata alle Figi nel marzo 2020, con la consegna della seconda unità prevista per il 2023. Nel 2019 furono invece messe in servizio due unità ausiliarie da ricerca idrografica: la RFNS Kacau, un'unità con scafo a catamarano di costruzione cinese, e la RFNS Volasiga, donata dal governo della Corea del Sud.